# Bőrcsomósodáskór
A bőrcsomósodáskór, angol rövidítéssel LSD (lumpy skin disease) kérődző állatokat, elsősorban szarvasmarhaféléket megbetegítő állati betegség, amelyet egy himlővírus idéz elő; a Capripoxvirus nemzetségbe tartozó kórokozót az angol nyelvű szakirodalom Lumpy skin disease virus vagy Neethling virus néven említi. Terjesztői vérszívó ízeltlábúak és a megbetegedett állatok. Neve onnan ered, hogy a fertőzött állat bőrfelületén 2-5 cm-es nagyságú csomók jelennek meg. Bár az emberre sem a fertőzött állat, sem az ilyen állatból származó élelmiszer nem jelent veszélyt, a hatályos szabályozás szerint a teljes megfertőződött állományt azonnal le kell ölni és a tetemeket meg kell semmisíteni.

## Leírása
A bőrcsomósodáskór vírusos eredetű állati betegség, amely a háziállatok közül a szarvasmarhákat, a bivalyokat és a zebukat képes megbetegíteni; vadon élő állatok közül zsiráfoknál, impaláknál és egyes antilopfajoknál mutatták ki. Okozója egy himlővírus, amit alapvetően vérszívó ízeltlábúak – szúnyogok, böglyök, legyek, ritkábban kullancsok – terjesztenek, miután táplálkoztak fertőzött állat véréből. Másodlagosan, elvétve közvetlenül is továbbterjedhet a kórokozó a fertőzött állatról, például pörkkel, nyállal, orrváladékkal, tejjel vagy ondóval. A betegség onnan nyerte az elnevezését, hogy a megfertőződött állatok bőrfelületén – elsősorban a fején, nyakán, hátán, lábain, tőgyén, valamint a farok tájékán – néhány centiméteres nagyságú, jellemzően 2-5 centiméteres méretű csomók jelennek meg. A tünetek 2-4 hetes lappangási idő után jelennek meg; a fertőzés lázat idézhet elő, az egyes állatok esetén a tejtermelés csökkenését és a bőr károsodását okozza, esetenként egyéb szövődményekkel járhat. Ritkán halálos kimenetelű.

## Elterjedése
A betegség első járványszerű kitörését 1929-ben jegyezték fel Zambiában, azóta gyakorlatilag egész Afrikában elterjedt. 1989-ben, első alkalommal kimutatták a Közel-Keleten, Izraelben is. Európát korábban még elkerülte, de 2015-ben itt is felütötte a fejét, a kontinensen elsőként Görögországban jelent meg. 2016-ban már továbbterjedt Bulgáriára, Szerbiára és a balkáni térség más államaira is. Magyarországon ezidáig[mikor?] még nem mutatták ki a betegséget, de a terjedési ütemét tekintetbe véve félő, hogy hamarosan hazánkban is megjelenhet. Terjedésében komoly veszélyt jelentenek az illegális állatszállítmányok.

## Okozott károk
A bőrcsomósodáskórt előidéző vírus az eddigi ismeretek szerint az emberre ártalmatlan, így sem a fertőzött állattal való érintkezés, sem a fertőzött – a betegséget akár tünetmentesen, akár már tünetekkel hordozó – állatból származó élelmiszer fogyasztása nem jelent az emberre semmilyen egészségügyi veszélyt. Ennek ellenére az Európai Unióban hatályos szabályozás szerint a fertőzés észlelésekor nemcsak a betegség tüneteit hordozó példányt vagy példányokat kell leölni, hanem az egész állományt fel kell számolni. Amennyiben megállapítást nyer egy szarvasmarha- vagy bivalyállományban a betegség felbukkanásának ténye, az érintett állományban lévő összes fogékony állatot – állami kártalanítás mellett – haladéktalanul le kell ölni. A leölt állatok húsának és termékeinek felhasználása is tilos, azokat meg kell semmisíteni, a telepen pedig szigorított fertőtlenítést kell végrehajtani. Mindez már önmagában is jelentős anyagi veszteséget jelenthet, amit közvetett gazdasági kárként tetézhet az az élőállat- és termékkiviteli korlátozás is, amit az adott régióra az Európai Unió jogosult kiszabni. További súlyos károkat okozhat a harmadik országokkal történő kereskedelem ideiglenes vagy akár tartós leállása is.

## Védekezési lehetőségek
Miután a betegség kórokozóját legfőképpen vérszívó ízeltlábúak terjesztik, a megelőzést hatékonyan segítheti minden olyan intézkedés, ami az ilyen rovarok számát mérsékli a potenciálisan veszélyeztetett állatállományok környezetében, illetve csökkenti a támadásaik esélyét. Ilyen hatékony megelőző eljárás lehet az állatok szúnyog és légy elleni szerekkel történő kezelése, a vérszívók vegyszeres gyérítése az állatok közvetlen környezetében, továbbá az állattartó telep térségében található lehetséges szaporodóhelyek (pangó víz, trágyalé stb.) felszámolása. Rendkívül nagy veszélyt jelentenek az ismeretlen eredetű és bizonytalan egészségi állapotú egyedek, ilyen állatok beszállítása az egészséges állományokba mindenképpen kerülendő, mert ezzel is elejét lehet venni betegség behurcolásának.
Felbukkanása esetén a bőrcsomósodáskór semmilyen ismert kezeléssel vagy beavatkozással nem gyógyítható, vakcinázásra is csak vészvakcinázás formájában van lehetőség, mivel az Európai Unióban a megelőző vakcinázás nem engedélyezett. Éppen ezért a betegség ellen a legfontosabb védekezési lehetőséget a megelőzés különféle módszerei jelentik.